# Liga IV
Liga IV ist die vierthöchste Spielklasse im rumänischen Fußball. Sie wurde 2000 gegründet und trug bis einschließlich der Saison 2005/06 den Namen Divizia D. Die Sieger der einzelnen Staffeln treten in Ausscheidungsspielen gegeneinander an, deren Sieger in die Liga III aufsteigen. Die letztplatzierten Mannschaften steigen in die Liga V ab.
Der Wettbewerb wird auf Kreisebene ausgetragen. Vor dem Jahr 2000 sprach man in diesem Zusammenhang von einer Kreismeisterschaft (rumänisch: campionat județean).